# Gens du pays
Gens du pays (francés: Gente del País) es el himno nacional no oficial de Quebec (Canadá). Es una composición del poeta y cantautor Gilles Vigneault.

## Origen
Esta pieza fue compuesta por el poeta, compositor y músico Gilles Vigneault en colaboración musical con Gaston Rochon. Fue escrita en respuesta a un desafío de Louise Forestier e Yvon Deschamps para sustituir la canción de cumpleaños Happy Birthday. Se estrenó el 24 de junio de 1975 en Mont-Royal, Montreal, durante las ceremonias de la Fiesta Nacional de Quebec. Desde entonces se ha interpretado con frecuencia en las ceremonias del Día Nacional. El estribillo es la parte de la canción más famosa, dice: «Gens du pays, c'est votre tour de vous laisser parler d'amour» («Gente del país, es su turno para que se les hable de amor»).
Además, esta canción se interpretó en el espectáculo 1 fois 5 por Gilles Vigneault, Claude Léveillé, Jean-Pierre Ferland, Yvon Deschamps y Robert Charlebois en el Mont-Royal el 23 de junio de 1976 ante más de 400 000 personas, versión que se editaría —siendo la primera vez— en disco de vinilo.
La canción también se asocia con el Movimiento soberanista de Quebec y el partido separatista Parti Québécois. Un buen ejemplo es el discurso de René Lévesque después de que los ciudadanos de la provincia hubieran rechazado la independencia de Quebec en el referéndum de 1980, la multitud que se había reunido para oírle hablar cantó al final del discurso como un símbolo de fortaleza y unidad y para mostrar que, aun cuando habían perdido el referéndum, no habían perdido su sueño de un Quebec independiente.